# Stankowo (Grande-Pologne)
Pour les articles homonymes, voir Stankowo.
Stankowo (prononciation : [stanˈkɔvɔ]) est un village polonais de la gmina de Gostyń dans le powiat de Gostyń de la voïvodie de Grande-Pologne dans le centre-ouest de la Pologne.
Il se situe à environ 8 kilomètres au nord-ouest de Gostyń (siège de la gmina et du powiat) et à 54 kilomètres au sud de Poznań (capitale régionale).
Le village possédait une population de 280 habitants en 2006.

## Histoire
De 1975 à 1998, le village faisait partie du territoire de la voïvodie de Leszno.

Depuis 1999, Stankowo est situé dans la voïvodie de Grande-Pologne.